# Derik Queen
Derik Queen (Baltimore, Maryland, 27 de diciembre de 2004) es un baloncestista estadounidense que pertenece a la plantilla de los Maryland Terrapins de la Big Ten Conference, en la División I de la NCAA. Con 2,08 metros de estatura, juega en la posición de ala-pívot o pívot. 

## Trayectoria deportiva

### Primeros años
Como estudiante de primer año, asistió a la Academia Saint Frances en su natal Baltimore. El 12 de marzo de 2021 anotó 56 puntos, su máximo de la temporada, en una victoria por 99-55 sobre Annapolis Area Christian School. Promedió 14 puntos, ocho rebotes, cuatro asistencias y dos tapones por partido durante la temporada acortada por la COVID-19, lo que llevó a los Panthers a un récord de 15-1 y a jugar el partido por el título de la Liga Católica de Baltimore. Fue nombrado Rookie Nacional del Año de MaxPreps por su actuación. Después de la temporada  fue transferido a la Academia Montverde en Montverde, Florida. Recibió un tiempo de juego limitado en su segundo año debido a la cantidad de talento en el equipo, que ganó su segundo título consecutivo de GEICO Nationals con una victoria por 60-49 sobre Link Academy.
En su última temporada disputó el prestigioso McDonald's All-American Game, partido que reune a las principales figuras del baloncesto de instituto del país, siendo elegido co-MVP del partido junto a Dylan Harper, tras conseguir 23 puntos, 8 rebotes, 5 asistencias y 3 robos de balón.

### Universidad
Jugó una temporada con los Terrapins de la Universidad de Maryland, en la que promedió 16,5 puntos, 9,0 rebotes, 1,9 asistencias, 1,1 robos y 1,1 tapones por partido. Al término de la misma fue incluido en el mejor quinteto de la Big Ten Conference y elegido rookie del año. El 4 de abril de 2025 se declaró elegible para el draft de la NBA, renunciando así al resto de su elegibilidad universitaria.

#### Estadísticas
| Año     | Equipo   | PJ | PT | MPP  | %TC  | %3P  | %TL  | RPP | APP | ROB | TPP | PPP  |
| ------- | -------- | -- | -- | ---- | ---- | ---- | ---- | --- | --- | --- | --- | ---- |
| 2024–25 | Maryland | 36 | 36 | 30.4 | .526 | .200 | .766 | 9.0 | 1.9 | 1.1 | 1.1 | 16.5 |

### Profesional
El 25 de junio de 2025 fue elegido en la decimotercera posición del Draft de la NBA por los Atlanta Hawks, pero esa misma noche fue enviado a los New Orleans Pelicans a cambio de la elección número 23, Asa Newell junto a una primera ronda del draft de 2026.